# クーム・アビー

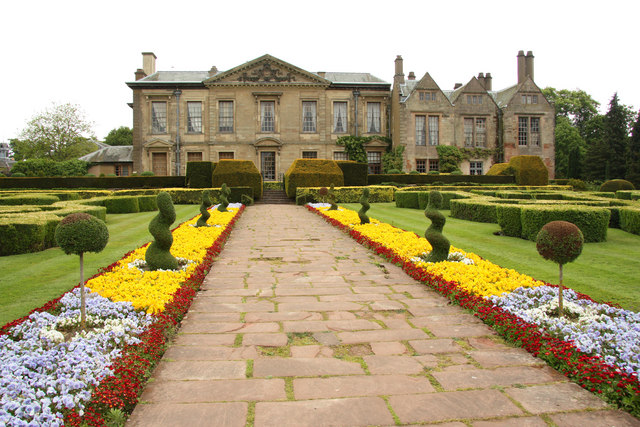
クーム・アビー

クーム・アビー (Coombe Abbey、Combe Abbey [kuːm]) は、イギリスの歴史的建造物。元はカントリー・ハウスだが、現在はホテルとして使われている。イギリス指定建造物グレード I に指定されている、イングランドのウォリックシャー州の非都市地域、バラ・オブ・ラグビーに属するクーム・フィールズに位置しており、概ねコヴェントリーとブリンクローの中間に位置している。このカントリー・ハウスの元々の敷地の多くは、現在はコヴェントリー市議会が運営するカントリー・パーククーム・カントリー・パークとなっている。

## 修道院としての初期の歴史
12世紀、この建物はクンベの修道院 (the Abbey of Cumbe) として知られ、ウォリックシャー最大で、最も影響力の大きい修道院であった。その敷地は、ダドルトン城 (Didleton Castle) のリチャード・ド・カムヴィル (Richard de Camville) が、シトー会の修道士たちに与えたものであった。この贈り物を受け取った修道会は、先遣隊となる修道士たちを派遣して、彼らはまず仮設の木造の家に起居しながら、聖母マリアに捧げられた修道院の建設に取り掛かった。その修道士たちの中にマーチン (Martin) という人物がおり、1150年に開設された新たな修道院の最初の院長となった。
その後400年間にわたって、数多くの土地が修道士たちに寄進された結果、彼らはいくつものカウンティにわたって土地を所有するようになっていた。1470年には、イングランド王エドワード4世が修道院を訪れた。王は薔薇戦争の敵方であるウォリック伯（リチャード・ネヴィル）をレスターからコヴェントリーへ追っていく途中に、クンベでしばし休息をとった。
この修道院は、貧者に気前よく贈り物を与えることでよく知られていた。毎年の聖木曜日には、金銭や10クォーターのライ麦パン、3クォーターのモルト・ビール、300匹のニシンが、修道院の門前に集まった貧者に振る舞われた。
ヘンリー8世が命じた修道院の解体によって、修道士たちは、1539年に修道院を失った。以降の何世紀にもわたって、建物には数多くの増改築が加えられた。しかし、クロイスター（回廊）の一部はそのまま残され、現在の建物にも伝えられている。

## 邸宅への改装

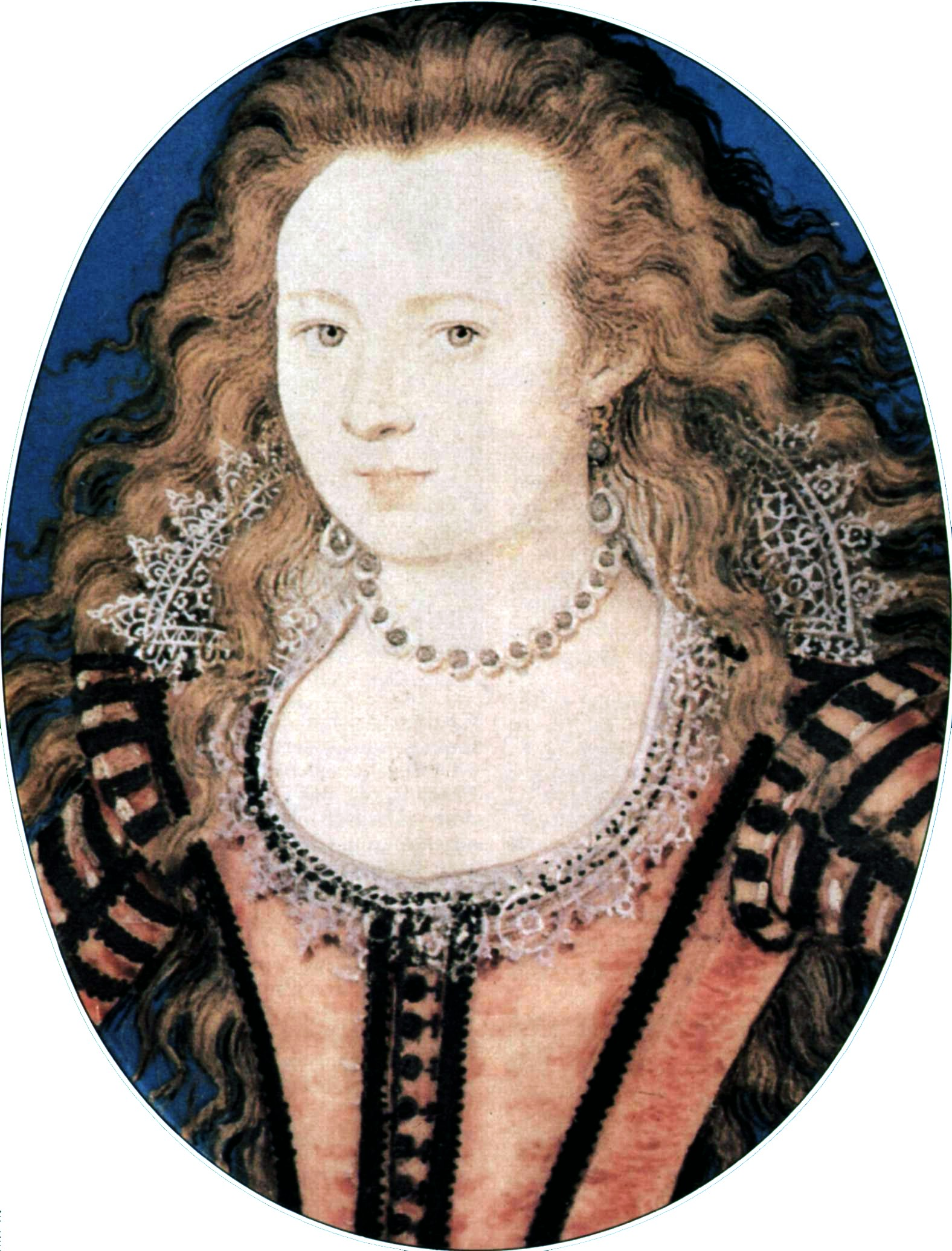
エリザベス王女

修道院が1539年に接収された後、40年ほどの間にこの建物は数多くの所有者を経ることとなった。1581年、この建物はサー・ジョン・ハリントン・オブ・エクストンが所有するところとなり、彼はこの修道院を、イングランド有数の邸宅のひとつに改装した。
ハリントンは、スコットランドを出自としており、ロバート・ブルースの血を引いていた。スコットランド王ジェームズ1世がイングランド王となったとき、ハリントンは、その出自を使って王にとりいった。1603年、ジェームズ王は娘であるエリザベス王女をクーム・アビーに送って、住まわせた。王は勅許状を発し、「我々は、我らの娘であるレディ・エリザベスの養育と教育をハリントン卿夫妻に委ねることがふさわしいと考えるに至った (we have thought fit to commit the keeping and education of the Lady Elizabeth our daughter to Lord Harington and the Lady his wife)」と宣言した。以降、5年間にわたってエリザベスはアビーに住んだ。彼女の教師兼チャプレンとなったのは、コヴェントリーのフリー・スクール (the Free School at Coventry) の校長だったマスター・ジョン・トヴィー (Master John Tovey) であった。エリザベスのお気に入りとなった幼少期の遊び相手は、ハリントン卿の姪アン・ダドリーであり、ふたりの交友はその後長く続いた。
1604年、有名な火薬陰謀事件が明るみに出た。これは、ジェームズ王をふたりの王子ともども亡き者として、エリザベスを女王に立てようという企てであった。さらにこの企ては、エリザベスを拉致し、彼女が幼いことを理由にカトリックの摂政を置いて国政に当たりながら、彼女にカトリックの教育を施し、将来はカトリック教徒と結婚させようとするものであった。彼女がクーム・アビーで無防備になるよう、カトリックのジェントリーが、1605年11月6日に、クームから数マイルのダンチャーチ (Dunchurch) という場所で狩猟の競技会を開くと称してハリントン卿を招いた。
陰謀者たちがクームへ向かう中、その日の朝いち早く蜂起の報を受け取ったハリントン卿は、エリザベスをコヴェントリーの城壁内にいたサー・トマス・ホルクロフトの元へと送った。警護のため、市長とともに市民9人が騎乗の上で、市の武器庫から弓矢やパイクを持ち出し、任務にあたった。このため、陰謀者たちがクームへ到着したときには、エリザベスは既に脱出しており、自分たちの企てが露見したことを悟った彼らは逃亡した。彼らのほとんどは逃亡しきれず殺されたが、少数は捕縛されてロンドンに送られた上で、処刑された。1613年、エリザベスは、後にボヘミア王となるフリードリヒと結婚し、やがてボヘミア王妃となった。
ジョン・ハリントンは1613年に死去し、その後、建物の所有権は変更を重ね、1622年に至ってアビーはロンドン市長サー・ウィリアム・クレイヴンの未亡人レディ・エリザベス・クレイヴン (Lady Elizabeth Craven) の所有するところとなり、彼女はこれを息子に遺産として残した。以降300年にわたって、この建物はクレイヴン家が継承することとなった。

## クレイヴン家

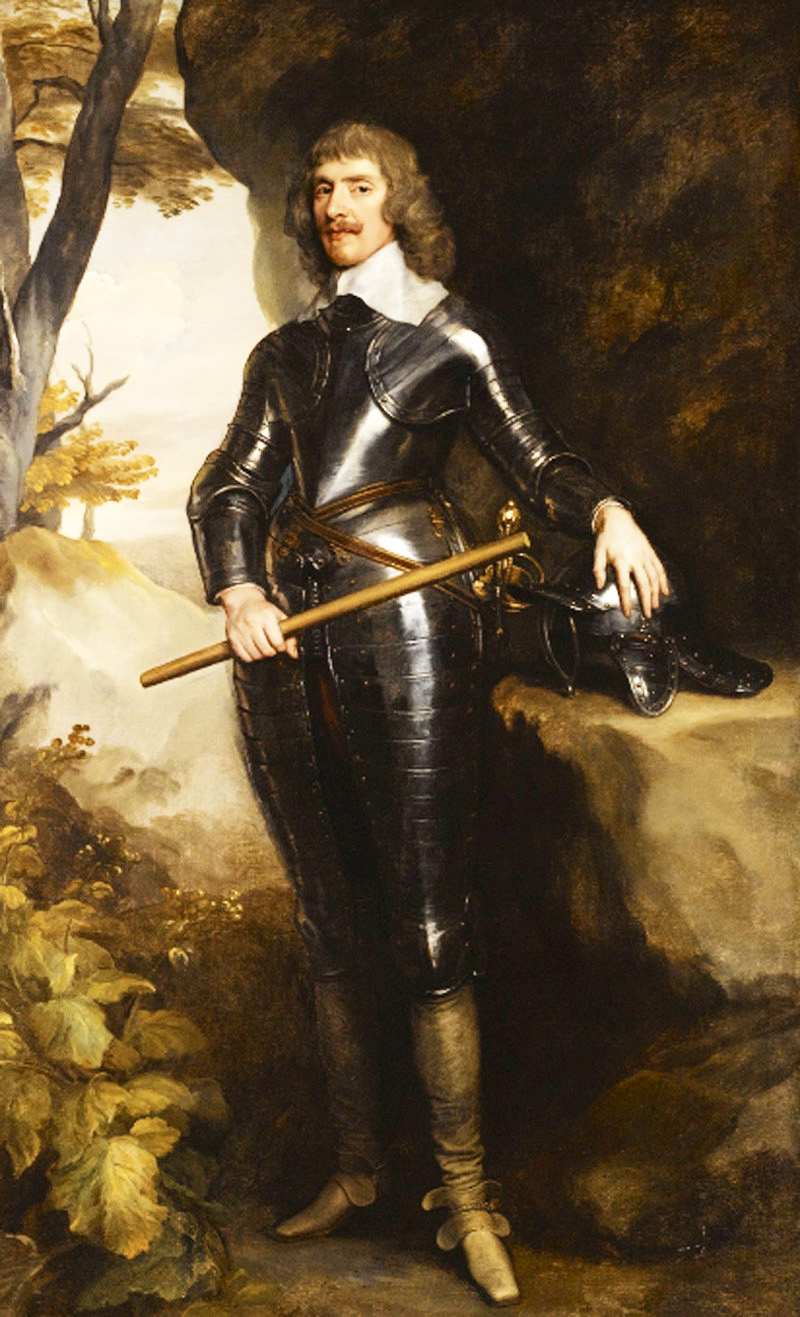
初代クレイヴン伯爵、ウィリアム・クレイヴン准将。

クレイヴン家の所有の下、アビーは全面的に開発が重ねられ、様々な建物が増設されたが、その代表は1677年に建設された西翼であった。その最初の所有者となったのは、レディ・エリザベス・クレイヴンの息子、初代クレイヴン伯爵、ウィリアム・クレイヴン准将であった。
王党派の一員であったウィリアム・クレイヴンは、24歳にしてボヘミア国王フレデリックと王妃エリザベス（かつてのエリザベス王女）をドイツの玉座に復帰させるという使命を与えられた。彼は人生のほとんどを、この務めのために費やし、エリザベスの弟チャールズ（後のイングランド王チャールズ1世）に気に入られた。
1662年にエリザベスが死去した際には、スチュアート家の家族を描いた絵画のコレクションがウィリアム・クレイヴンに遺贈され、その中には、ルーベンス、ヴァン・ダイク、ホントホルストといった巨匠による作品が含まれていた。これらの絵画作品は今世紀初めまでクーム・アビーに置かれていた。
クレイヴン伯は独身のまま1697年に亡くなり、従兄弟の息子にあたる2代男爵ウィリアム・クレイヴンとなった。アビーはその後何世代も継承され、1769年に6代男爵ウィリアム・クレイヴンの住まいとなった。彼は、1771年に、有名な造園家であったケイパビリティ・ブラウンに委嘱して、建物や一帯の景観を近代化させた。
ブラウンは、自然な川のように見える曲がりくねった湖を造形することに長けていた。彼はスミット川 (Smite Brook) を堰き止めて中心となる湖クーム・プール (Coombe Pool) を造り、さらにそれよりは小さいトップ・プール (Top Pool) も造った。この水面は長さが1.5マイル、面積は90エーカーを占め、L字型、ないし、ドッグレッグの形状をもち、一見すると果てがないように見える。彼はさらに、義理の息子ヘンリー・ホランドとともに敷地内に7つの建物を建てたが、そのうちのひとつである艇庫は現存している。クーム・パークの動物園 (the menagerie in Coombe Park) も、ケイパビリティ・ブラウンが設計したものである。ドーム状の屋根を乗せた六角形の塔は、ルイ14世がヴェルサイユ宮殿に設けていた王立動物園に触発されたものであった。
1825年、2代伯爵ウィリアム・クレイヴンが相続によってクーム・アビーの所有者となった。彼は、1860年にウィリアム・イーデン・ネスフィールドを起用して、クームの建物の大々的な改築を実施した。新たな、召使いたちの区画が設けられ、東翼と、北翼の一部あは解体されてまったく異なる姿に再建され、装飾的な庭園が設けられて堀も掘られた。
クーム・アビーに居住した最後のクレイヴン伯は、4代伯爵ウィリアム・クレイヴンであった。彼が1921年に死去すると、妻のクレイヴン伯爵夫人コーネリア (Cornelia Countess of Craven) は、クーム・アビーの売却を決めた。1923年に、建設業者ジョン・グレイ (John Grey) がクーム・アビーを買い取った。
1964年11月、コヴェントリー市議会はクーム・アビーと150エーカー (0.61 km2)の敷地を買い取った。公園は、1966年に一般公開された。

クーム・アビー・カントリー・パーク
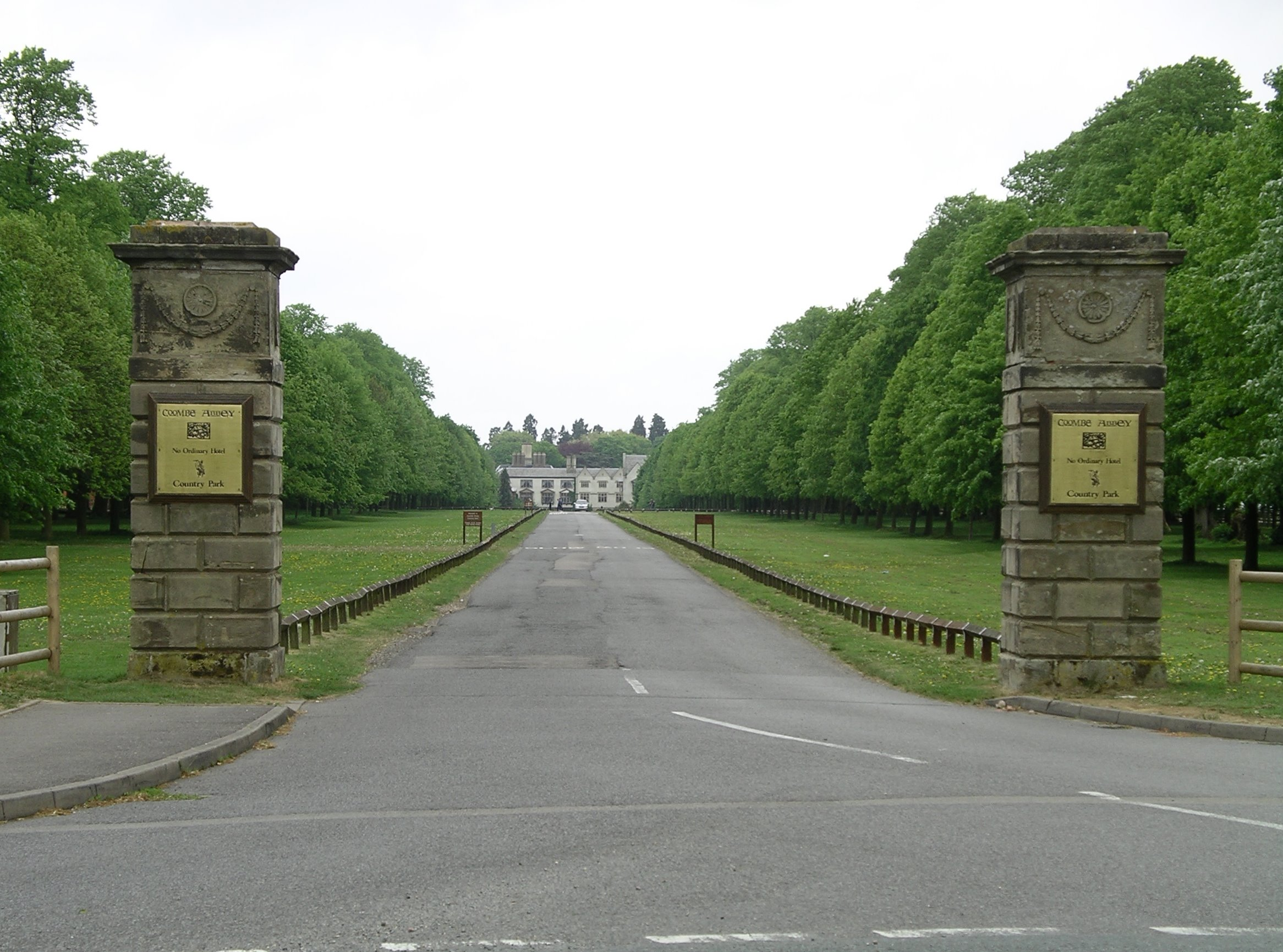
クーム・アビーと公園への正面入口。
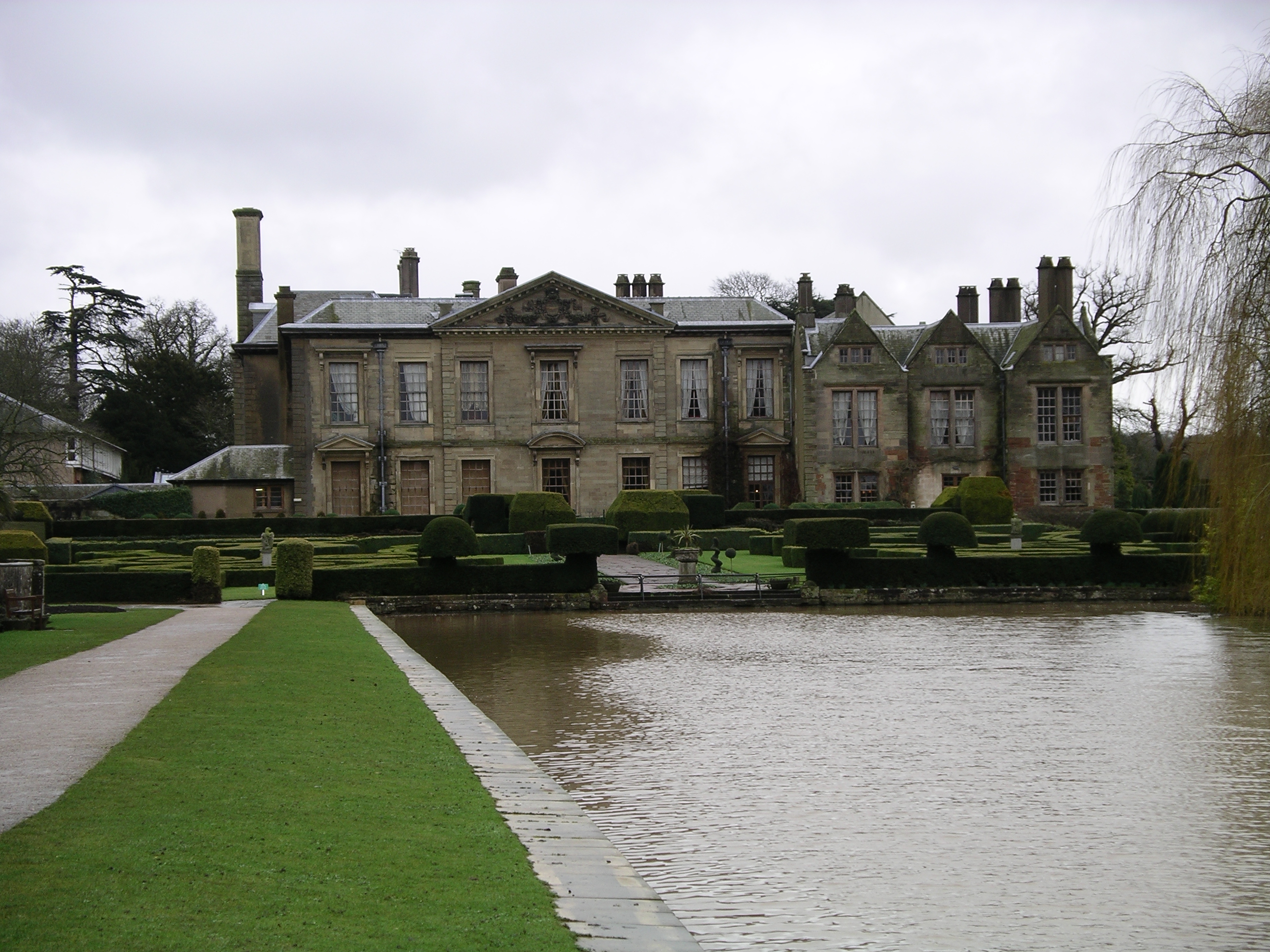
西翼、湖、庭園。
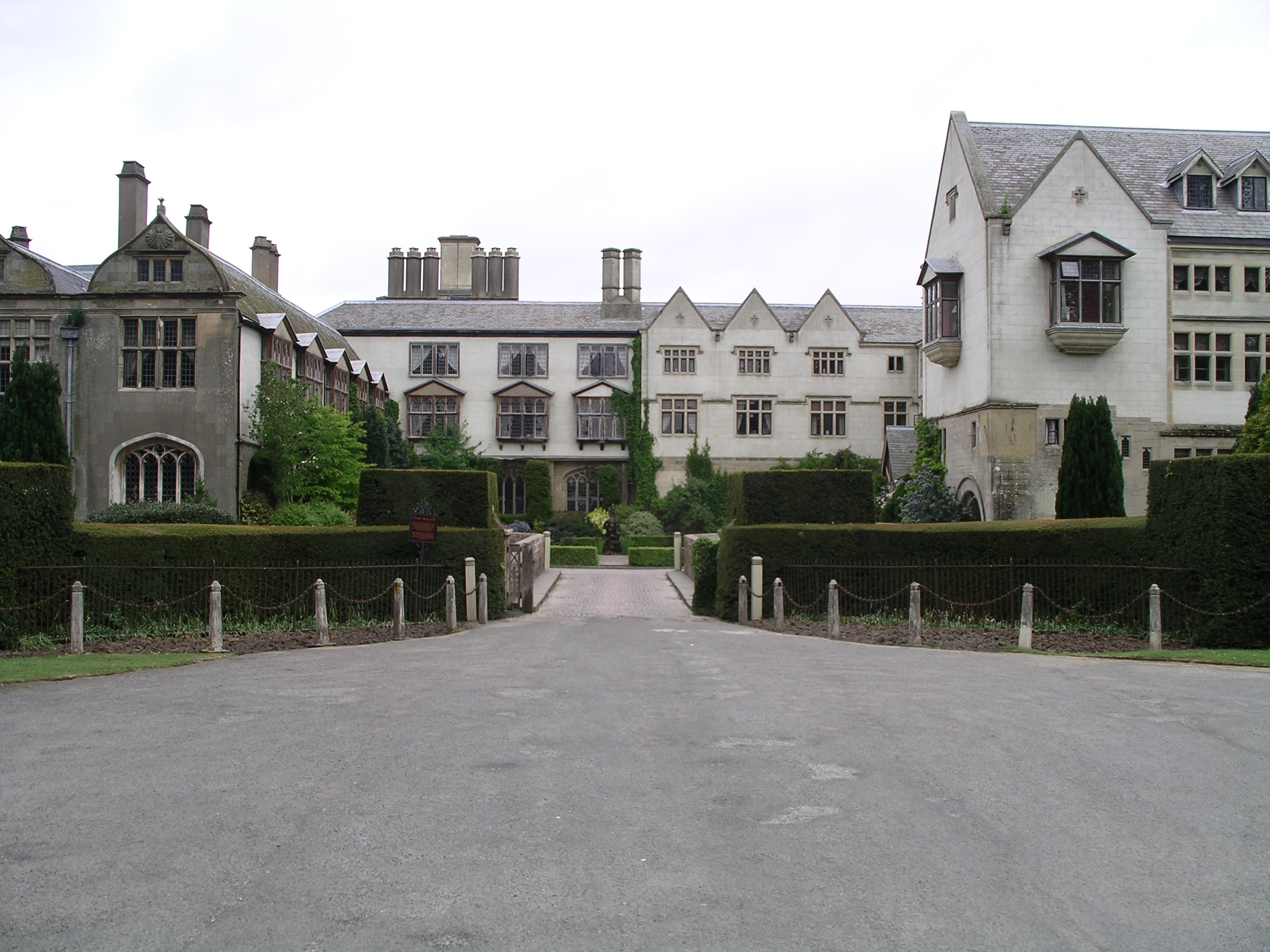
クーム・アビー、正面誘導路からの建物群の眺め。
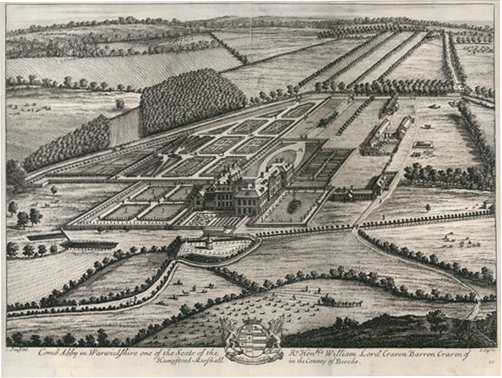
18世紀初めのクーム・アビー。Kip and Knyff's Britannia Illustrata より。
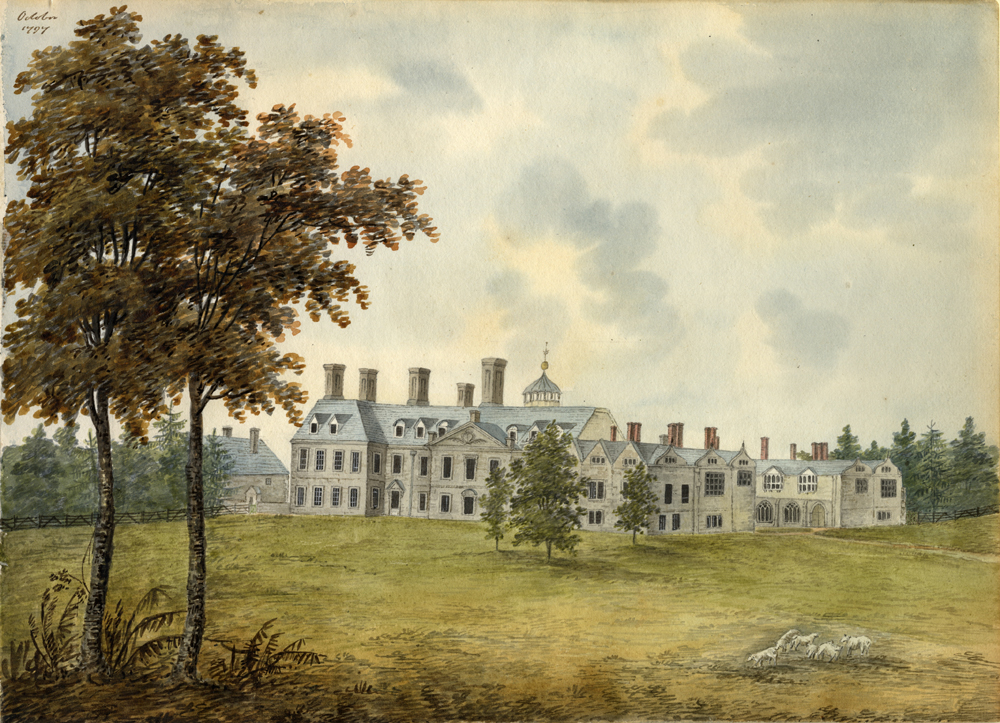
1797年のクーム・アビー、Maria Johnson 画。